# کمپو سانتو
کمپو سانتو (انگلیسی: Campo Santo) شرکت بازی ویدئویی آمریکایی است، که در سال ۲۰۱۳ توسط کریس رومئو تأسیس شد.